# Cycas seemannii
Cycas seemannii é uma espécie de cicadófita do género Cycas da família Cycadaceae, nativa das Fiji, Nova Caledónia, Ilhas Salomão, Tonga e Vanuatu. Segundo dados de 2010, a população tende a descrescer.